# 印尼华人基督教会联会
印尼华人基督教会联会（PGTI），简称印华基联，是印度尼西亚的一个基督教社会组织。

## 历史
该组织成立于1998年8月29日，当时的名称为印尼华人基督教服务中心，由世界华福椰城区委会、印尼迈向二千年福音运动、印尼圣乐中心、印尼福音文字中心和椰嘉达华语教会联谊会合并组成。2007年8月2日，正式被印尼宗教部基督教署长Jason Lase认定为宗教法团；2007年9月4日改名为现名。

## 連結
印尼华人基督教会联会 （页面存档备份，存于）